# 1991 في السويد
فيما يلي قوائم الأحداث التي وقعت خلال عام 1991 في السويد.

## سياسة

### تعيين في المنصب
- 1 يناير – فريدريك رينفلت عضو البرلمان السويدي [الإنجليزية]‏.

### انتهاء فترة المنصب
- 4 أكتوبر – جوران بيرسون وزير التعليم [الإنجليزية]‏.

## مواليد

### يناير
- 1 يناير – دوروثيا بارث يورغينسن عارضة سويدية.
- 5 يناير – روبن أريكسون لاعب كرة قدم سويدي.
- 12 يناير – روبرت جال متسابق دراجات نارية سويدي.

### فبراير
- 5 فبراير – نبيل بهوي لاعب كرة قدم سويدي.

### مارس
- 8 مارس – ميريام بريانت

### أبريل
- 26 أبريل – أدريان غرانات ملاكم سويدي.

### مايو
- 23 مايو – إميل بيرغر لاعب كرة قدم سويدي.
- 29 مايو – روبين سيموفيتش لاعب كرة قدم سويدي.

### يونيو
- 3 يونيو – جوانا بوندسين لاعبة كرة يد سويدية.
- 5 يونيو – كينت روبن تونسن لاعب كرة يد نرويجي.

### يوليو
- 7 يوليو – أليزو
- 9 يوليو – كلارا هاغمان مغنية سويدية.
- 15 يوليو – سيباستيان أندرسون لاعب كرة قدم سويدي.
- 19 يوليو – ناتالي هاجمان لاعبة كرة يد سويدية.
- 25 يوليو – أماندا كورتوفيتش لاعبة كرة يد نرويجية.

### أغسطس
- 13 أغسطس – ألكسندر كاتشانيكليتش لاعب كرة قدم سويدي.
- 24 أغسطس – غابرييل سومي لاعب كرة قدم سويدي.

### أكتوبر
- 9 أكتوبر – لودفيغ أوهمان لاعب كرة قدم سويدي.
- 12 أكتوبر – نيكولا ديميترو لاعب كرة قدم إيطالي.
- 23 أكتوبر – إيميل فوشبري لاعب كرة قدم سويدي.

### نوفمبر
- 3 نوفمبر – بونتوس إنجبلوم لاعب كرة قدم سويدي.

### ديسمبر
- 1 ديسمبر – هيلدا ميلاندر لاعبة كرة مضرب سويدية.
- 11 ديسمبر – آنا بيرجيندال مغنية سويدية.

### يونيو
- 5 يونيو – كارل إريك هولمبيرغ (مواليد 1906) لاعب كرة قدم سويدي.

### نوفمبر
- 10 نوفمبر – غونار غرين (مواليد 1920) لاعب كرة قدم سويدي.
- 16 نوفمبر – جوستاف فيترستورم (مواليد 1911) لاعب كرة قدم سويدي.

### ديسمبر
- 11 ديسمبر – آرتر لوندكفيست (مواليد 1906) كاتب سويدي.